# Bundesstraße 24
Pour les articles homonymes, voir Route 24.
La Bundesstraße 24 est une ancienne Bundesstraße dans le Land de Bavière.

## Histoire
La Bundesstraße 24 naît en 1949 de la Reichsstraße 24 (R 24), qui existait depuis 1934. La R 24 commençait à l'intersection avec la R 2 à Garmisch-Partenkirchen et menait à la frontière du Reich à Griesen, à la frontière entre l'Allemagne et l'Autriche.
Après l'annexion de l'Autriche en 1938, la R 24 est acheminée par Lermoos (R 309), la Fernpassstraße, Nassereith (R 309), Imst (R 31), Landeck (R 31), Pfunds et Nauders jusqu'à la frontière italienne près de Reschen am See (col de Resia. Une nouvelle extension a lieu en 1943 jusqu'à Malles Venosta.
À Pfunds-Kajetansbrücke, la R 24a bifurque et mène à la frontière suisse à Vinadi sur la Route principale 27. À Nauders, la R 24b bifurque également vers la frontière suisse à Martina.
En 1991, l'itinéraire du confluent de la B 23 à la frontière autrichienne est remplacé par la Bundesstraße 23. Le reste du territoire communal de Garmisch-Partenkirchen est reconsacré.